# Kono Kaisha ni Suki na Hito ga Imasu
Kono Kaisha ni Suki na Hito ga Imasu (この会社に好きな人がいます?) es una serie de manga japonesa escrita e ilustrada por Akamaru Enomoto. Se publicó en la revista de manga seinen Morning de Kōdansha desde marzo de 2019 hasta enero de 2023, con sus capítulos recopilados en quince volúmenes tankōbon. Una adaptación televisiva de la serie de anime producida por Blade se estrenará en enero de 2025

## Personajes
Masugu Tateishi (立石 真直 Tateishi Masugu?)
 Seiyū: Sei'ichirō Yamashita
Yui Mitsuya (三ツ谷 結衣 Mitsuya Yui?)
 Seiyū: Yume Miyamoto
Shizuno Hayakawa (早川 静乃 Hayakawa Shizuno?)
 Seiyū: Shizuka Itō
Keisuke Somei (染井 恵介 Somei Keisuke?)
 Seiyū: Reiō Tsuchida
Maria Morizono (森園 まりあ Morizono Maria?)
 Seiyū: Yō Taichi
Chiharu Utō (宇藤 千春 Utō Chiharu?)
 Seiyū: Misaki Watada
Yukiko Sakura (佐倉 ゆき子 Sakura Yukiko?)
 Seiyū: Sora Tokui
Itsurō Mita (三田 逸郎 Mita Itsurō?)
 Seiyū: Kentaro Tone
Seiya Suzuki (鈴木 誠也 Suzuki Seiya?)
 Seiyū: Kensho Ono
Hiromi Kiribayashi (切林 宏海 Kiribayashi Hiromi?)
 Seiyū: Shin-ichiro Miki

## Contenido de la obra

### Manga
Kono Kaisha ni Suki na Hito ga Imasu está escrita e ilustrada por Akamaru Enomoto y se publicó por entregas en la revista de manga seinen Morning de Kōdansha del 7 de marzo de 2019 al 26 de enero de 2023. Kōdansha recopiló sus capítulos en quince volúmenes tankōbon, publicados del 23 de julio de 2019 al 23 de marzo de 2023.
El manga ha sido autorizado para su lanzamiento digital en inglés en Norteamérica por Kōdansha USA.
| Volúmenes de manga publicados | Volúmenes de manga publicados | Volúmenes de manga publicados |
| Número                        | Fecha de lanzamiento          | ISBN                          |
| ----------------------------- | ----------------------------- | ----------------------------- |
| 1                             | 23 de julio de 2019           | ISBN 978-4-06-516508-9        |
| 2                             | 23 de diciembre de 2019       | ISBN 978-4-06-517997-0        |
| 3                             | 23 de abril de 2020           | ISBN 978-4-06-519083-8        |
| 4                             | 20 de agosto de 2020          | ISBN 978-4-06-520143-5        |
| 5                             | 20 de noviembre de 2020       | ISBN 978-4-06-521170-0        |
| 6                             | 22 de febrero de 2021         | ISBN 978-4-06-522185-3        |
| 7                             | 21 de mayo de 2021            | ISBN 978-4-06-523193-7        |
| 8                             | 23 de agosto de 2021          | ISBN 978-4-06-524901-7        |
| 9                             | 22 de noviembre de 2021       | ISBN 978-4-06-525889-7        |
| 10                            | 22 de febrero de 2022         | ISBN 978-4-06-526718-9        |
| 11                            | 23 de mayo de 2022            | ISBN 978-4-06-527764-5        |

### Anime
En julio de 2024, se anunció que el manga recibirá una adaptación a serie de televisión de anime. Está producida por Blade y dirigida por Naoko Takeichi, con guiones escritos por Masahiro Yokotani y personajes diseñados por Mina Ōsawa. La serie se estrenará el 6 de enero de 2025 en Tokyo MX y otras cadenas. El tema de apertura es "Ano ne" de Polkadot Stingray, mientras que el tema de cierre es "Futari Jime" de Pachae. Medialink licenció la serie en el Sudeste Asiático y Oceanía (excepto Australia y Nueva Zelanda) para su transmisión en el canal de YouTube de Ani-One Asia.

## Recepción
En julio de 2024, el manga tenía más de 1,1 millones de copias en circulación (incluidos los lanzamientos físicos y digitales).